# 金汇港
金匯港是中國上海奉賢區的一條人工運河，奉賢當地人稱之為母親河，始凿于明朝嘉靖二年（1523年），當時名為金匯塘，北起黃浦江，途徑今闵行区鲁汇张家宅、金汇镇老街西市、齐贤东街，至益村坝入南桥塘。明、清两代先后有过六次疏浚。中華民国八年（1919年）又重浚，于同年清明节竣工。後來未复疏浚，淤塞加深，並漸漸湮没。
中華人民共和國成立後，當局於1958年12月开凿一條新運河，現今稱呼為舊金匯港，北口與金匯塘相同，但運河走向不同，途徑金汇镇、齐贤东梢，於屠家湾入浦东运河，全长约9.5公里。1959年4月完工。因舊金匯港开凿时，未达设计标准，故又于1963年11月9日动工重浚，同年12月20日竣工。後舊金匯港除留金汇、齐贤上两段以供运输使用外，其他大都填平，辟作农田。
1976-1977年间，奉贤筹划开挖新金汇港。1977年2月，新金汇港走向設計確定，它北起黄浦江，途径金汇、齐贤、光明、钱桥、星火农场，最終流入杭州灣，全長21.8公里，底高—1～1.5米，底宽44～90米，新金匯港南北两端均建有节制闸，汛期洪水可开闸排入杭州湾，開通後可通行100～300吨级船舶。因新金汇港开挖工程量浩大，全线一次开挖有一定难度，故决定分段实施，以浦东运河为界，分为南北两段，1978年开挖南段，1979年开挖北段，全段工程於1980年8月20日竣工。